# Aleksandr Dugin
Aleksandr Gieljewicz Dugin (ros. Александр Гельевич Дугин, ur. 7 stycznia 1962 w Moskwie) – rosyjski polityk,  geopolityk i historyk religii, filozof, wykładowca Moskiewskiego Uniwersytetu Państwowego im. M.W. Łomonosowa w latach 2008–2014. Główny ideolog rosyjskiego neoimperializmu, eurazjatyzmu, tradycjonalizmu integralnego oraz Eurazjatyckiego Związku Młodzieży, który posiada filie w państwach byłego ZSRR, Polsce i Turcji.

## Życiorys
W 1979 rozpoczął studia w Moskiewskim Instytucie Lotnictwa im. S. Ordżonikidze, ale został wydalony na drugim roku studiów.
W czasach ZSRR związany z opozycją. Od początku lat 90. redaktor naczelny pism „Elemienty” i „Miłyj Angieł”, redaktor programowy wydawnictwa „Arktogeja”. Przez pewien czas związany z Partią Narodowo-Bolszewicką Eduarda Limonowa. W 2008 roku został wykładowcą MGU. Anna Łabuszewska, ekspertka od spraw rosyjskich mediów, zwraca uwagę na fakt:

To też ciekawe, że był profesorem prestiżowej uczelni, choć nie miał odpowiedniego wykształcenia, ukończył tylko zaocznie inżynierię melioracyjną na prowincji.

W 2014 roku Dugin został wyrzucony z MGU. Julija Łatynina, publicystka niezależnej „Nowej Gaziety”, nazywa Dugina postacią „znaczącą”, ale „pozostającą na marginesie”, człowiekiem, „który bardzo wiele mówił, ale o niczym nie decydował”.

## Poglądy
Dugin czerpie inspirację z wielu różnych, często wykluczających się nurtów. Bazuje na konserwatyzmie rewolucyjnym Republiki Weimarskiej, brytyjskim satanizmie, narodowym bolszewizmie, ruchach Nowej Prawicy oraz eurazjatyzmie.
W swojej filozofii łączy elementy tradycjonalizmu integralnego (inspiracja pismami Juliusa Evoli, René Guénona), ale także działaczy radykalnie prawicowych zachodnich organizacji takich jak Nouvelle Droite na czele z Alanem de Benoist, czy z ruchu „tożsamościowców”(fr. mouvement Identitaire), idei rewolucji konserwatywnej, filozofii prawosławnej (nurt staroobrzędowy), jak również wschodnich i zachodnich tradycji ezoterycznych oraz licznych nawiązań do klasycznych koncepcji geopolitycznych. Ponadto w swojej myśli filozoficznej i politycznej A. Dugin skupia się szczególnie na koncepcji Rosji jako Eurazji, tj. odrębnej cywilizacji eurazjatyckiej, innej niż cywilizacja zachodnia czy cywilizacje Wschodu. „Obudowuje” więc powyższy rdzeń swojej myśli różnymi ideami, wartościami i wizjami pochodzącymi z całkiem odległych od siebie źródeł religijnych, filozoficznych, geopolitycznych i metapolitycznych, a więc np. zarówno z prawicy, jak i lewicy. Łączy on owe wszystkie koncepcje, które są antyliberalne i antyzachodnie – dla Dugina najważniejszym i jedynym wrogiem Rosji i jej cywilizacji eurazjatyckiej jest liberalizm, który nierozerwalnie związany jest z cywilizacją zachodnią i USA. W eurazjatyzmie Aleksandra Dugina pojęcie Eurazja można definiować jako:

a) Rosję – tj. Rosja-Eurazja (ta definicja jest najważniejsza i wspólna z eurazjatyzmem międzywojennym, klasycznym)

b) kontynent Eurazji – tj. wspólny ląd Europy i Azji (tutaj Dugin proponuje strategiczny sojusz kontynentalny między Europą Zachodnią a Rosją, w oparciu o oś Paryż–Berlin–Moskwa)

c) świat.
Aleksandr Dugin ewoluuje – od ok. 2008 roku lansuje tzw. Czwartą Teorię Polityczną (tzw. 4TP) jako tradycjonalistyczną odpowiedź na postmodernizm, liberalizm i postliberalizm. Według 4TP Pierwsza Teoria Polityczna to liberalizm, Druga Teoria to marksizm, a Trzecia – faszyzm. Sama Czwarta Teoria Polityczna to światopogląd w oparciu o postulat powrotu do tradycji, mitu i archaiki w okolicznościach postmodernistycznych.
Ponadto w 2016 roku Dugin zmienił retorykę i poglądy z ostrego, bezkompromisowego i totalnego antyamerykanizmu, tak typowego dla jego publicystyki ostatniego dwudziestolecia XX i przełomu XX i XXI w., na bardziej wyważony system przekonań. W związku z tym lansuje on dzisiaj konflikt dwóch, sprzecznych ze sobą obozów o naturze geopolitycznej, światopoglądowej i kulturowej w USA:
a) „nowa Ameryka”, tj. Ameryka elit kosmopolitycznych, ponadnarodowych i progresywistycznych, metropolii i wielkich miast (głównie z Zachodniego i Wschodniego Wybrzeża), niebiałych mniejszości, środowisk feministycznych i LGBT, Ameryka liberalno-lewicowa, wyemancypowana obyczajowo i kapitalistyczna w znaczeniu zastanej, globalnej formy kapitalizmu i tożsama z Duginowską cywilizacją Morza, tj. cywilizacją stricte handlową i liberalną;
b) „stara Ameryka”, tj. konserwatywna obyczajowo i populistyczna Ameryka, Ameryka mas pracujących Amerykanów, niskich warstw społecznych, pochodzących z miasteczek, wsi i podupadających dzielnic robotniczych miast z głębi terytorium USA, Ameryka w oparciu o afirmację wolności, obwarowanej absolutnymi zasadami moralnymi, płynącymi z chrześcijaństwa, apoteozę indywidualizmu, własności i równości szans, szacunek do religii i tradycji, historii i kultury, Ameryka jako nie Imperium, ale właśnie Republika, tj. tutaj jako państwo narodowe, skupiające się przede wszystkim na problemach wewnętrznych (co – według A. Dugina – da się pogodzić z lansującym przez niego wielocentrycznym ładem międzynarodowym), Ameryka jako tożsama z cywilizacją Lądu, tj. cywilizacją konserwatywną, tradycyjną
Autor kilkuset artykułów opublikowanych w prasie rosyjskiej i zagranicznej.

## Sankcje
W 2014 r. został objęty zakazem wjazdu do państw Unii Europejskiej w ramach sankcji w związku z rosyjską agresją hybrydową na Ukrainie.

## Życie prywatne
Był dwukrotnie żonaty. Jego pierwszą żoną była Jewgienija Diebrianska (ros. Евгения Дебрянская), która z początku była członkinią partii Sojusz Demokratyczny obok Waleriji Nowodworskiej, a potem została działaczką ruchów LGBT. Obecnie jest związany z filozofką Natalją Mielentjewą (ros. Наталия Мелентьева). Miał dwoje dzieci – syna Artura (ur. 1985, z pierwszego małżeństwa), muzyka rockowego i córkę Darję (1992–2022), komentatorkę polityczną, która zginęła w zamachu.

## Publikacje
- Drogi Absolutu (1991)
- Misteria Eurazji (1991)
- Teoria hiperborejska (1992)
- Konserwatywna rewolucja (1994)
- Templariusze proletariatu (1997)
- Podstawy geopolityki (1997)
- Czwarta Teoria Polityczna (2009)